# Stari Breg
Stari Breg je naselje u slovenskoj Općini Kočevju. Stari Breg se nalazi u pokrajini Dolenjskoj i statističkoj regiji Jugoistočnoj Sloveniji. 

## Stanovništvo
Prema popisu stanovništva iz 2002. godine naselje je imalo 5 stanovnika.